# Fleur de magnolia
Fleur de magnolia (Magnolia Blossom) est une nouvelle policière d'Agatha Christie.
Initialement publiée en mars 1926 dans la revue The Royal Magazine au Royaume-Uni, cette nouvelle a été reprise en recueil en 1971 dans The Golden Ball and Other Stories aux États-Unis. Elle a été publiée pour la première fois en France dans le recueil Le Flambeau en 1981.

## Personnages
- Thomas  : amant de Théo Darrell
- Théo(Theodora) Darrell : épouse de Richard Darrell et maîtresse de Vincent Easton
- Quentin  : époux de Théo  Darrell

## Publications
Avant la publication dans un recueil, la nouvelle avait fait l'objet de publications dans des revues :
- en mars 1926, au Royaume-Uni, dans le no 329 (vol. 55) de la revue The Royal Magazine[1],[2].

La nouvelle a ensuite fait partie de nombreux recueils :
- en 1971, aux États-Unis, dans The Golden Ball and Other Stories (avec 14 autres nouvelles) ;
- en 1981, en France, dans Le Flambeau (avec 8 autres nouvelles) ;
- en 1982, au Royaume-Uni, dans The Agatha Christie Hour (avec 9 autres nouvelles) ;
- en 1983, en France, dans Dix brèves rencontres (adaptation du recueil de 1982) ;
- en 1991, au Royaume-Uni, dans Problem at Pollensa Bay and Other Stories[1] (avec 7 autres nouvelles) ;
- en 2001, en France, dans Le Second Coup de gong (adaptation du recueil de 1991).